# Cotopaxi
|  | Per a altres significats, vegeu «Cotopaxi (desambiguació)». |

El Cotopaxi és un volcà actiu de l'Equador, de 5.897 metres d'altura (el segon pic més alt del país) i també el segon volcà actiu més alt del món (el primer és el Llullaillaco, a Xile). Està situat a uns 50 km al sud de Quito i la seva base té un diàmetre d'uns 20 km.
La primera erupció registrada data de 1533, precisament mentre les tropes espanyoles de Sebastián de Benalcázar es dirigien cap a Quito. les erupcions més violentes des de llavors han estat el 1742, que destrossà la ciutat de Latacunga, el 1744, el 1768 i el 1877, quan els lahars arribaren fins al Pacífic, a més de 100 km de distància. Des del 1906 l'activitat del volcà ha estat contínua però poc significativa. Actualment el volcà i el parc natural que hi ha al voltant són un important centre d'excursions, en part per la facilitat de l'ascensió fins al cràter i de la pujada fins al refugi (a 4.800 m).
El volcà Cotopaxi ha mostrat important activitat a partir del 2015, i és està sota vigilància constant per l'Institut Geofísica de la Escuela Politécnica Nacional.